# 臧懋循
臧懋循（1550年—1620年3月24日），字晉叔，號顧渚，浙江湖州府長興縣人，明朝戲曲家、文人。

## 生平
臧繼芳第四子。七歲曉《五經》，與茅維、吳稼竳、吳夢暘並稱“苕溪四子”，有令譽於當時。萬曆元年（1573年）癸酉科浙江鄉試第二十七名舉人，八年（1580年）中式庚辰科會試第三十六名，三甲第八十八名進士。大理寺觀政，因不肯攀附權貴，僅任荊州府儒學教授，十年（1582年）任應天鄉試同考官，十一年（1583年）升南京國子監博士。
在京期間好狎遊孌童。萬曆十三年（1585年）因 “風流放誕”、“與所歡小史衣紅衣，並馬出鳳台門”被罷職。歸里後隱居長興縣顧渚山中，“與二三同志，典籍為粻，翰墨為酒”，晚年貧困潦倒，仍寫作不輟。萬曆四十八年二月十一日（1620年3月24日）卒，享年七十一歲。

## 著作
編有《元曲選》一百卷，多改原文，說教意味濃厚，如改竄《牡丹亭·冥誓》有眉批曰：“‘前日為柳郎而死，今日為柳郎而生’，正臨川所謂天下有情人也。”自詡是“戲取諸雜劇為刪抹繁蕪，其不合作者，即以己意改之，自謂頗得元人三昧”。著有《負苞堂詩文選》。

## 家族
曾祖臧維，副千戶，贈禮部主事；祖父臧應璧，光祿寺丞；父臧繼芳，河南按察司副使。母吳氏（封安人）。兄臧懋德、臧懋衡、臧懋律。